# نواة (معالجة الصور)
النواة أو المُرَشِّح أو القناع في معالجة الصور مصفوفة صغيرة تستخدم للتشويش والتوضيح والنقش وكشف الحواف والمزيد. ويجري ذلك بالطي بين النواة والصورة. أو ببساطة أكثر، عندما يكون كل بكسل في الصورة الناتجة بمقام ناتج دالة للبكسلات القريبة (بما في ذلك نفسها) في الصورة المدخلة، فإن النواة هي تلك التابع.

## تفاصيل
المعادلة العامة للطي هي {\displaystyle g(x,y)=\omega *f(x,y)=\sum _{i=-a}^{a}{\sum _{j=-b}^{b}{\omega (i,j)f(x-i,y-j)}},} حيث {\displaystyle g(x,y)} هي الصورة المُرشحة، {\displaystyle f(x,y)} هي الصورة الأصلية، {\displaystyle \omega } هو نواة المرشح. يؤخذ كل عنصر من عناصر مرشح النواة بعين الاعتبار {\displaystyle -a\leq i\leq a} و {\displaystyle -b\leq j\leq b}. يمكن للنواة أن تسبب نطاقًا واسعًا من التأثيرات اعتمادًا على قيم العناصر:
| عملية                                                                           | النواة ω | نتيجة الصورة ز(س،ص) |
| ------------------------------------------------------------------------------- | --- | ------------------- |
| دالة مطابقة                                                                     | {\displaystyle {\begin{bmatrix}\ \ 0&\ \ 0&\ \ 0\\\ \ 0&\ \ 1&\ \ 0\\\ \ 0&\ \ 0&\ \ 0\end{bmatrix}}}                                           |                     |
| كشف الحواف                                                                      | {\displaystyle {\begin{bmatrix}0&-1&0\\-1&\ \ 4&-1\\0&-1&0\end{bmatrix}}}                                                                       |                     |
| كشف الحواف                                                                      | {\displaystyle {\begin{bmatrix}-1&-1&-1\\-1&\ \ 8&-1\\-1&-1&-1\end{bmatrix}}}                                                                   |                     |
| شحذ                                                                             | {\displaystyle {\begin{bmatrix}\ \ 0&-1&\ \ 0\\-1&\ \ 5&-1\\\ \ 0&-1&\ \ 0\end{bmatrix}}}                                                       |                     |
| مرشح خطي مربع                                                                   | {\displaystyle {\frac {1}{9}}{\begin{bmatrix}\ \ 1&\ \ 1&\ \ 1\\\ \ 1&\ \ 1&\ \ 1\\\ \ 1&\ \ 1&\ \ 1\end{bmatrix}}}                             |                     |
| تمويه غاوسي 3 × 3 (تقريب)                                                       | {\displaystyle {\frac {1}{16}}{\begin{bmatrix}\ \ 1&\ \ 2&\ \ 1\\\ \ 2&\ \ 4&\ \ 2\\\ \ 1&\ \ 2&\ \ 1\end{bmatrix}}}                            |                     |
| تمويه غاوسي 5 × 5 (تقريب)                                                       | {\displaystyle {\frac {1}{256}}{\begin{bmatrix}1&4&6&4&1\\4&16&24&16&4\\6&24&36&24&6\\4&16&24&16&4\\1&4&6&4&1\end{bmatrix}}}                    |                     |
| قناع مغبش 5 × 5 استنادا إلى تمويه غاوسي بقيمة 1 وعتبة مثل 0 (بغير قناع الصورة ) | {\displaystyle {\frac {-1}{256}}{\begin{bmatrix}1&4&\ \ 6&4&1\\4&16&\ \ 24&16&4\\6&24&-476&24&6\\4&16&\ \ 24&16&4\\1&4&\ \ 6&4&1\end{bmatrix}}} |                     |